# Cephenemyia jellisoni
Cephenemyia jellisoni är en tvåvingeart som beskrevs av Townsend 1941. Cephenemyia jellisoni ingår i släktet Cephenemyia och familjen styngflugor. Inga underarter finns listade i Catalogue of Life.